# Becz
Becz – polski herb rycerski.

## Opis herbu

### Opis współczesny
Opis skonstruowany współcześnie brzmi następująco:
Na tarczy w polu błękitnym koło młyńskie o 6 szprychach, srebrne.

## Geneza
Najstarszym znanym wizerunkiem herbu jest pieczęć Henryka de Pezove, pochodząca z 1282 roku. Herb zaginął w XV wieku.

## Herbowni
Znane jest jedno nazwisko pochodzące ze wspomnianej wcześniej pieczęci: de Pezove.